# Profáze

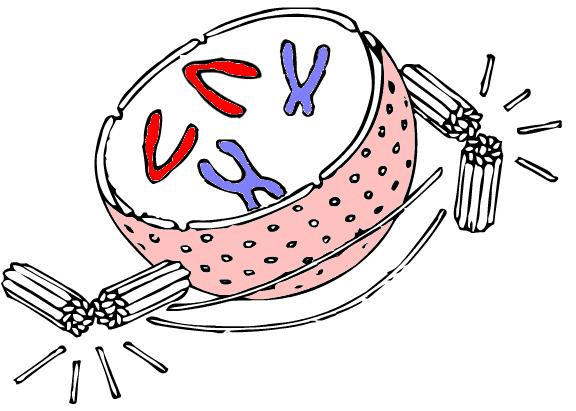
Dva základní procesy profáze: kondenzace chromozomů a tvorba dělicího vřeténka

Profáze je počáteční stadium mitózy, v němž dochází ke kondenzaci chromatinu, takže se chromozomy stávají pozorovatelnými světelným mikroskopem. Každý chromozom se nyní skládá ze dvou identických molekul DNA (chromatid) spojených v místě centromery. Současně s kondenzací chromozomů zaniká jadérko – místo, kde během interfáze dochází k mohutné transkripci ribozomální RNA; během kondenzace tato transkripce ustává. Za kondenzaci DNA zodpovídá protein kondenzin, který se po aktivaci (fosforylací) váže na DNA a sbaluje ji do nadšroubovice. V pozdní profázi se na každé chromatidě v oblasti centromery vytváří kinetochor, proteinová struktura, která hraje zásadní roli při pohybu chromozomů během následujících fází.
Druhým důležitým procesem, který v profázi probíhá, je vznik dělicího vřeténka. Během S fáze došlo spolu s replikací DNA také ke zdvojení centrozomů, organel lokalizovaných během interfáze poblíž buněčného jádra. Koncem G2 fáze a začátkem profáze se jednotlivé centrozomy začínají od sebe oddalovat, až dospějí k opačným koncům buňky, a určí tak rovinu, v níž bude dělení probíhat. Toto nasměrování buněčného dělení má zásadní význam u mnohobuněčných organismů, např. během vývoje orgánů. Na každém centrozomu dochází k polymeraci tubulinu, což má za následek růst mikrotubulů dělicího vřeténka, struktury, která posléze umožní rozchod chromatid k pólům buňky. Z centrozomu vybíhají tři typy mikrotubulů, které se liší orientací:
- kinetochorové mikrotubuly směřují do středu buňky a připojují se ke chromozomům, resp. jejich kinetochorům;
- polární mikrotubuly směřují rovněž do středu, namísto chromozomů se připojují k polárním mikrotubulům vybíhajícím z opačného pólu vřeténka;
- astrální mikrotubuly směřují od středu buňky směrem k plasmatické membráně.

Tím, že jsou kinetochory sesterských chromatid připojeny k mikrotubulům opačné poloviny dělicího vřeténka, je zajištěn správný rozchod k opačným pólům buňky, aby každá z dceřiných buněk obdržela stejný počet chromozomů.